# Nyári Zoltán
Nyári Zoltán István (Budapest, 1970. március 8. –) Jászai Mari-díjas magyar operaénekes (tenor), színész.

## Élete
Gyermekként tizenegy éven át hegedült. A Teleki Blanka Gimnáziumban ének-zene tagozaton tanult, mellette diákszínjátszó volt. Az 1988-as Ki mit tud?-ban tűnt fel először, paródia számmal. 1989 és 1993 között a Színház- és Filmművészeti Főiskola növendéke prózai szakon, ezekben az években a Szent István-bazilika kórusában is énekelt. Hangképzést Jelinek Gábornál, majd Pallagi Juditnál tanult. 2000 óta énektanára Nádor Magda.
1993-tól 1995-ig a kecskeméti Katona József Színház színésze volt. Már itt több operettben énekes feladatot kapott. 1995 óta szabadfoglalkozású. 1996-tól egy évtizeden át a Budapesti Operettszínház állandó vendége. 1999-ben Párizsba utazott, ahol részt vett egy drámakurzuson. 1998-ban a szolnoki Szigligeti Színházban debütált operaénekesként, első szerepe Hoffmann (!) volt Offenbach Hoffmann meséi c. művében. Két évig az Operaház stúdiósa volt. 2004-ben a Figaro házassága Don Basilióját énekelve mutatkozott be az Andrássy úti palotában, ahol azóta is rendszeresen szerepel. A 2006–07-es évadban a debreceni Csokonai Nemzeti Színház tagja volt.
Ma már kizárólag operaénekesként működik különböző magyar és német színházaknál. Repertoárján főként lírai és spinto tenor szerepek vannak.

## Szerepei
- David Alagna: Egy halálraítélt utolsó napja — Le Condamné
- Georges Bizet: Carmen — Don José
- Pjotr Iljics Csajkovszkij: Jevgenyij Anyegin — Lenszkij
- Csiky Gergely: A nagymama — Kálmán
- Dés László: Valahol Európában — Hosszú
- Gaetano Donizetti: A csengő — Spiridione
- Antonín Dvořák: Ruszalka — A herceg
- Eisemann Mihály: Fekete Péter — Sabire
- Erkel Ferenc: Hunyadi László — V. László
- Erkel Ferenc: Bánk bán — Ottó
- Gluck: A rászedett kádi — Nuradin
- Goldoni: Chioggiai cstepaté — Beppe
- Huszka Jenő: Lili bárónő — Illésházy László gróf
- Kacsóh Pongrác: János vitéz — Kukorica Jancsi
- Kálmán Imre: Csárdáskirálynő — Edvin
- Kálmán Imre: A cirkuszhercegnő — Mister X
- Kálmán Imre: Marica grófnő — Erdődy Wittenburg Péter gróf; Tasziló
- Kodály Zoltán: Székely fonó – Fiatal legény
- Erich Wolfgang Korngold: A holt város — Paul
- Lehár Ferenc: Luxemburg grófja — René
- Lehár Ferenc: A víg özvegy — Rosillon
- Pietro Mascagni: Parasztbecsület — Turiddu
- Molière: Tartuffe — Valér
- Wolfgang Amadeus Mozart: Szöktetés a szerájból — Belmonte
- Mozart: Figaro házassága — Don Basilio
- Mozart: Don Juan — Don Ottavio
- Mozart: A varázsfuvola — Tamino
- Nemlaha György–Kállai István: Mesék az operettről
- Richard O’Brien: The Rocky Horror Show — Dr. Everett Scott
- Jacques Offenbach: Szép Heléna — Merkucio
- Jacques Offenbach: Hoffmann meséi — Hoffmann
- Tobias Picker: Emmeline — Matthew Gurney
- Polgár Tibor: A kérők
- Giacomo Puccini: Bohémélet — Rodolphe
- Giacomo Puccini: Turandot — Pang
- Sári József: Napfogyatkozás — Otto Kantz
- Claude-Michel Schönberg: Miss Saigon — Chris Scott
- Franz Schreker: A távoli hang – Fritz
- William Shakespeare: Szentivánéji álom — Dudás; Thisbe
- G. B. Shaw: Az ördög cimborája — Brundell
- Dmitrij Dmitrijevics Sosztakovics: Kisvárosi Lady Macbeth — Szergej
- Johann Strauss d. S.: A denevér — Gabriel von Eisenstein
- Johann Strauss d. S.: A cigánybáró
- Richard Strauss: Salome — Narraboth
- Igor Stravinsky: Renard
- Franz von Suppé: Boccaccio
- Tallér Zsófia: Leánder és Lenszirom — Mar-Szúr herceg
- Tersánszky Józsi Jenő: Kakuk Marci — címszerep
- Vajda János: Karnyóné — Lipitlotty
- Verdi: Nabucco — Izmael
- Verdi: Rigoletto — A mantuai herceg
- Giuseppe Verdi: Otello — Cassio
- Richard Wagner: A bolygó hollandi — Erik
- Richard Wagner: Tannhäuser — Heinrich der Schreiber
- Richard Wagner: A Nibelung gyűrűje — Siegfried; Siegmund; Froh
- Richard Wagner: Trisztán és Izolda – Trisztán
- Richard Wagner: Parsifal — III. apród
- Kurt Weill: Mahagonny városának tündöklése és bukása — Jim Mahoney
- Együtt a sztárok!
- Kávéházi mesék - Mi, széplelkű gazdag szegények
- Operett Gála
- Te rongyos élet - Operettgála Kálmán Imre műveiből

## Filmjei

### Játékfilmek
- Világszám! (2004)

### Tévéfilmek
- Angyalbőrben (1990)
- Kutyakomédiák (1992)
- Hidas Frigyes: Requiem (1996)
- Határok nélkül – Szilveszteri gálaműsor a Szolnoki Szigligeti Színházból (2008, 2009)

## Szinkronszerepei
- Hófehérke és a hét törpe (Snow White and the seven dwarf, 1937) – Herceg (énekhang)
- A Notre Damme-i toronyőr (The hunchback of Notre-Damme, 1996) – Quasimodo (énekhang)

## Díjai
- Jászai Mari-díj (2005)